# Jean-Baptiste Billot
Jean-Baptiste Billot (Chaumeil, 15 agosto 1828 – Parigi, 31 maggio 1907) è stato un militare e politico francese, ministro della Guerra durante le fasi salienti dell'Affare Dreyfus.

## Biografia
Militare di carriera, di salde convinzioni repubblicane, combatte con il grado di generale di brigata nella Guerra franco-prussiana. Eletto in Parlamento nel 1871 tra i repubblicani di sinistra, continua la carriera militare fino a ottenere il grado di generale di divisione, ruolo in cui organizza la spedizione delle truppe francesi per la conquista della Tunisia nel 1880-81. Successivamente è ministro della Guerra tra il 1882 e il 1883, in due diversi governi. Torna a dirigere il dicastero tra il 1896 e il 1898, nel governo guidato da Jules Méline.

## Ruolo nell'Affare Dreyfus
È lui il ministro nel 1896, nei giorni in cui Georges Picquart scopre che l'autore del bordereau è Ferdinand Walsin Esterhazy e non Alfred Dreyfus, come si credeva fino ad allora. Si oppone però alla riapertura del processo contro Dreyfus, e condivide con lo Stato maggiore la decisione di isolare Picquart per impedirgli di svelare la verità. Ancora ministro in carica, è una delle personalità messe nel mirino da Émile Zola nel suo celebre J'accuse: Zola lo incolpa di avere volutamente ignorato le prove dell'assoluta innocenza di Dreyfus. Billot induce così il governo a denunciare Zola per diffamazione, proprio come lo scrittore desiderava. Nel seguito dell'Affare si tiene defilato, senza accodarsi al movimento antidreyfusardo, come invece aveva fatto il suo predecessore Auguste Mercier.